# Direcció general de Sanitat de la Producció Agrària
La Direcció general de Sanitat de la Producció Agrària és un òrgan de gestió de la Secretaria General d'Agricultura i Alimentació del Ministeri d'Agricultura, Pesca i Alimentació. Fou creada en 2012 i assumí part de les competències de la Direcció general de Recursos Agrícoles i Ramaders.

## Funcions
Les funcions de la Direcció general es regulen en l'article 4 del Reial decret 904/2018:
- Desenvolupar les competències del departament en matèria sanitària de la producció agrària i forestal, en aplicació de l'establert en la Llei 8/2003, de 24 d'abril, de Sanitat Animal, i en la Llei 43/2002, de 20 de novembre, de Sanitat Vegetal.
- Establir i desenvolupar les línies directrius de les polítiques amb relació a la sanitat de les produccions agràries i forestals, i higiene de les produccions agràries.
- Exercir les funcions del control fitosanitari i veterinari dels productes zoosanitaris, medicaments veterinaris, excepte els estupefaents i psicòtrops, animals vius, vegetals, i productes d'origen vegetal, subproductes d'origen animal o vegetal no destinats al consum humà, productes per a l'alimentació animal o de qualsevol altre producte subjecte a inspecció o certificació veterinària o fitosanitària, importats des de tercers països, o destinats a l'exportació a tercers països, sense perjudici de les competències d'altres departaments ministerials.
- Exercir les funcions necessàries per a la remoció dels obstacles tècnics sanitaris i fitosanitaris per a l'obertura de mercats en l'exterior, i desenvolupar les competències de prevenció i vigilància fitosanitària i zoosanitària i els controls i coordinació en fronteres, ports i aeroports, sense perjudici de les competències d'altres departaments ministerials.
- Coordinar i gestionar el funcionament de les xarxes d'alerta veterinària i fitosanitària, incloses les actuacions en frontera respecte de tercers països, i la seva integració en els sistemes d'alerta de la Unió Europea i internacionals.
- Desenvolupar les competències del departament en matèria de sanitat vegetal i animal, i de control oficial de la producció agrària, destinades a garantir la sanitat animal, la sanitat vegetal i la sanitat forestal.
- Exercir les funcions atribuïdes al Ministeri en matèria de medicaments veterinaris en la Llei 8/2003, de 24 d'abril, i altra normativa aplicable.
- La planificació, coordinació i adreça tècnica dels laboratoris adscrits o dependents de la Direcció general, així com la coordinació i seguiment dels laboratoris de referència corresponents, respecte a les competències de la Direcció general.
- L'avaluació del risc per a la salut animal de productes biocides en els termes previstos en el Reial decret 1054/2002, d'11 d'octubre, pel qual es regula el procés d'avaluació per al registre, autorització i comercialització de biocides; i la gestió del registre i autorització dels mitjans de defensa fitosanitària dels vegetals, inclosos els aspectes relatius als seus residus que siguin competència del departament.
- Exercir les competències del Departament en matèria dels sistemes de traçabilitat, que permetin el seguiment de les produccions agràries des de l'explotació agrària fins a la seva comercialització.
- Exercir la coordinació de les unitats amb competència en matèria de control oficial de la producció primària i exercir com a interlocutor d'altres ens o departaments amb competència en aquest control.
- Establir la posició del Regne d'Espanya i representar-ho en els assumptes de sanitat de les produccions agràries i forestals, acords sanitaris i control en frontera que es tractin en la Unió Europea i en els organismes internacionals, dels quals serà punt de contacte en aquestes matèries.
- Cooperar amb les comunitats autònomes i amb les entitats més representatives del sector en les matèries abans assenyalades, així com elaborar propostes que permetin establir la posició espanyola sobre aquests assumptes davant la Unió Europea i altres organitzacions o fòrums internacionals, i representar i actuar com a interlocutor davant aquestes instàncies internacionals, sense menyscapte de les competències d'altres òrgans directius.
- Actuar de punt de contacte amb la Direcció F d'Auditories i Anàlisis Sanitàries i Alimentaris de la DG SANTE de la Comissió Europea i altres organismes, fòrums o ens internacionals en matèria de sanitat animal i sanitat vegetal.

## Estructura
De la Direcció general depenen els següents òrgans:
- Subdirecció General de Sanitat i Higiene Animal i Traçabilitat.
- Subdirecció General de Sanitat i Higiene Vegetal i Forestal.
- Subdirecció General d'Acords Sanitaris i Control en Frontera.

## Llista de directors generals
- Valentín Almansa de Lara (2012-)[2]
- Valentín Almansa Sahagún (1996-1997)[3]
- Cleto Sánchez Vellisco (1991-1996)
- Miguel Ángel Díaz Yubero (1991-1992)